# Luigi Califano
Luigi Califano (Salerno, 12 ottobre 1901 – Napoli, 14 gennaio 1976) è stato un biologo italiano.

## Biografia
Studiò al liceo Giambattista Vico, e nel 1924 si laureò in medicina e chirurgia all'Università degli Studi di Napoli Federico II. Dopo la laurea lavorò nell'istituto di patologia della facoltà di scienze, e tra il 1927 e il 1928 si recò più volte a Berlino dove seguì vari corsi, condusse delle ricerche e divenne amico del Premio Nobel Otto Heinrich Warburg.
Dopo una esperienza di caporeparto alla Stazione Zoologica di Napoli, nel 1933 divenne docente di patologia generale presso l'Università di Perugia, e successivamente docente della stessa materia all'Università di Bari e presso la sua Alma Mater, in cui fu anche titolare della cattedra di microbiologia e preside della facoltà di medicina e chirurgia.
Fu insignito del premio Feltrinelli 1954 poiché i suoi studi avevano "portato a qualche decisivo progresso nel campo della biochimica applicata alla patologia"; fu inoltre presidente del comitato di biologia e medicina del Consiglio Nazionale delle Ricerche (CNR), socio nazionale dell'Accademia Nazionale dei Lincei, membro della Accademia Nazionale dei XL, membro del Consiglio superiore della Pubblica Istruzione, e fondatore dell'Associazione nazionale musei scientifici (ANMS).
Appassionato di botanica, diede il nome alla dioon califanoi, una specie della famiglia dei dioon che fu scoperta in Oaxaca durante una spedizione naturalistica da lui organizzata, e alla tillandsia califani Rauh, una specie di Tillandsia scoperta in Messico dall'amico botanico Werner Rauh. Morì a 74 anni di leucemia mieloide acuta.